# Стрельников, Виктор Иванович
Ви́ктор Ива́нович Стре́льников (1 июля 1946, Балта, Одесская область) — украинский военный. Военный лётчик 1-го класса. Генерал-полковник. Главнокомандующий Военно-воздушными силами Украины (1999—2002).

## Биография
Родился 1 июля 1946 года в городе Балта, Одесская область. В 1969 году окончил Ейское высшее военное авиационное училище лётчиков, в 1976 году Военно-воздушную академию им. Ю. Гагарина и в 1991 году Военную академию Генерального штаба Вооружённых Сил СССР.
Службу проходил в войсках Северной группы войск на должностях лётчика, старшего лётчика, командира звена, заместителя командира авиационной эскадрильи — штурмана. С июня 1976 года в войсках Забайкальского военного округа на должностях командира эскадрильи, начальника штаба — заместителя командира истребительно-бомбардировочного полка, командира авиационного полка истребителей-бомбардировщиков, заместителя командира авиационной истребительно-бомбардировочной дивизии.
В ноябре 1984 года назначен на должность командира авиационной истребительно-бомбардировочной дивизии, с февраля 1987 года первый заместитель командующего военно-воздушных сил Забайкальского военного округа.
С мая 1988 по август 1989 — первый заместитель командующего 23-й воздушной армии. В августе 1991 года назначен на должность командующего 5-й воздушной армией в составе войск Одесского военного округа.
С апреля 1994 года — заместитель командующего Военно-воздушных сил Украины, с ноября 1996 года — первый заместитель командующего Военно-воздушными силами Украины. 19 мая 1999 г. назначен заместителем Министра обороны Украины — командующим Военно-воздушными силами Украины. С августа 2001 по август 2002 — Главнокомандующий Военно-воздушными силами вооружённых сил Украины.
С 27 июля по 8 августа 2002 года после катастрофы на львовском аэродроме «Скнилов», находился под стражей.
В сентябре 2002 года уволен из рядов Вооружённых сил Украины.

## Награды и отличия
- Ордена «За службу Родине в Вооружённых Силах СССР» III (1979) и II (1986) степеней,
- Орден Богдана Хмельницкого III степени (1996),
- 11 медалей, отличие Министерства обороны Украины «Доблесть и честь»